# Yeti (album)
Yeti è un doppio LP del gruppo di krautrock Amon Düül II, pubblicato nel 1970.

## Tracce
Tutti i brani sono degli Amon Düül II, eccetto dove indicato:

### Lato A
1. "Soap Shop Rock" – 13:47
  1. "Burning Sister" – 3:41
  2. "Halluzination Guillotine" – 3:05
  3. "Gulp a Sonata" – 0:45
  4. "Flesh-Coloured Anti-Aircraft Alarm" – 5:53
2. "She Came Through the Chimney" – 3:01

### Lato B
1. "Archangels Thunderbird" (Amon Düül II, Sigfried Loch) – 3:33
2. "Cerberus" – 4:21
3. "The Return of Rübezahl" – 1:41
4. "Eye-Shaking King" – 5:40
5. "Pale Gallery" – 2:16

### Lato C
1. "Yeti (Improvvisazione)" – 18:12

### Lato D
1. "Yeti Talks to Yogi (Improvvisazione)" – 6:18
2. "Sandoz in the Rain (Improvvisazione)" – 9:00